# Иустин (Ходя)
Епи́скоп Иусти́н (рум. Episcop Iustin, в миру Йоан Ходя, рум. Ioan Hodea; 23 июня 1961, Rozavlea) — епископ Румынской православной церкви, епископ Марамурешский и Сатмарский (Митрополия Клужа, Марамуреша и Сэлажа).

## Биография
23 июня 1961 года в коммуне Розавля жудеца Марамуреш Румынии и был четвертым ребенком в семье Стефана и Марии Ходя. В 1968—1978 годы обучался с 1 по 10 классы в селе Розавля, жудец Марамуреш.
Окончил восемь классов средней школы им. Октавиана Гоги. Впервые соприкоснулся с монашеской жизнью в монастыре святой Анны Рохии в 1976 году. После двух лет послушничества в обители, в 1978 году настоятель обители архимандрит Серафим (Ман) направил его в духовную семинарию в Крайове. В 1979 году перевёлся в духовную семинарию в Клуж-Напоке, которую он окончил в 1983 году.
В 1983 году в Монастыре святой Анны Рохии епископом Юстинианом (Кирой) был рукоположен в сан диакона, а в 1984 году — в сан пресвитера. В 1985 году принял монашество с наречением имени Иустин. Был клириком и секретарём данного монастыря.
В 1988 году ему было вверено временное управление Рохийской обителью. В том же году поступил в богословский институт Сибиуского университета. 24 мая 1989 года был назначен настоятелем Рохийского Аннинского монастыря. В 1990 году был возведён в сан протосингела. В 1992 году окончил Сибиуский богословский факультет с лицентиатом по богословию после защиты работы на тему «Монастырь — составная часть Церкви, средоточие духовной жизни и чувства» («Manastirea — Parte constitutiva a Bisericii, focar de spiritualitate si traire duhovniceasca»). В 1993 году был возведён в сан архимандрита. Под его руководством число насельников в Рохийской обители выросло с 4-5 в 1989 году до 30.
22 марта 1994 года решением Священного Синода Румынской православной церкви был избран викарным епископом Марамурешской епархии с титулом «Сигетский». 17 апреля того же года состоялась его епископская хиротония, которую совершили: Архиепископ Сибиуский, Митрополит Трансильванский Антоний (Плэмэдялэ), архиепископ Вадский, Фелякский и Клужский Варфоломей (Анания), епископ Марамурешский и Сатмарский Юстиниан (Кира), епископ Алба-Юльский Андрей (Андрейкуц), епископ Арджешский Каллиник (Аргату), епископ Орадийский Иоанн (Михэлцан) и епископ Иенопольский Емилиан (Бирдаш).
В должности викарного епископа имел попечение о всём монашестве епархии, в том числе продолжал наблюдать за жизнью Рохийского монастыря. Возглавил культурный фонд им. Николая Штайнхардта при Рохийском монастыре. Участвовал в разных аспектах пастырской и миссионерской жизни епархии, освящая храмы, рукополагая клириков, выступая с проповедями, координируя заботу о церковно-культурном наследии и благоукрашении храмов, социальной и просветительской деятельности. С 1999 года наблюдал за работами по возведению нового кафедрального собора Марамурешской епархии. Организовал пять патриарших посещений Марамурешской епархии. В составе Священного Синода Румынской Православной Церкви участвовал в комиссиях по доктрине, монашеской жизни и социальной миссии.
В 2006 году был принят в докторантуру на кафедру библеистики богословского факультета Университета Бабеша — Бойяи в Клуж-Напоке, где 25 ноября 2011 года получил докторскую степень по богословию за диссертацию «Личность святого Иоанна Крестителя в исповедничестве и мессианизме иудеев: Евангельское повествование и нехристианская литература» (рум. Personalitatea Sfantului Ioan Botezatorul intre marturie si mesianism iudaic, in descrierea Evangheliilor si a literaturii necrestine).
В 2014 году он распорядился заменить иконостас церкви, основанной греко-католическим епископом Григоре Майором в Сэрэуаде. Позже его упрекали за то, как были перестроены церкви в Шомкута-Маре, Копалник-Мэнэштур и на Весёлом кладбище в Сэпынце. Все эти Церкви принадлежали румынской греко-католической церкви, пока она не была запрещена коммунистическими властями в 1948 году.
8 декабря 2016 года митрополичьим синодом Клужской митрополии после консультации с епархиальным собранием Марамурешской епархии выдвинул епископа Иустина и архимандрита Тимофея (Бела) в качестве кандидатов на замещение Марамурешской епархии. 16 декабря 2016 года Священный Синод Румынской православной церкви 36 голосами из 43 избрал епископа Иустина на Марамурешскую епархию. 27 декабря того же года в Свято-Троицком соборе в Бая-Маре возведен на престол.